# Pentaphragma combretiflorum
Pentaphragma combretiflorum är en tvåhjärtbladig växtart som beskrevs av Airy Shaw. Pentaphragma combretiflorum ingår i släktet Pentaphragma och familjen Pentaphragmataceae. Inga underarter finns listade i Catalogue of Life.